# Vic de Sòs
Vic de Sòs (nom occità, en francès Vicdessos) és un antic municipi francès del departament de l'Arieja i la regió d'Occitània. El 1r de gener de 2019 va fusionar amb els municipis Golièr e Olbièr, Sem i Suc e Sentenac. La nova entitat es diu Val de Sòs, del qual és un municipi delegat. La nova entitat tenia 656 habitants el 2018.